# Железничка станица Ћићевац
Железничка станица Ћићевац је једна од железничких станица на прузи Београд—Ниш. Налази се насељу Ћићевац у општини Ћићевац. Пруга се наставља у једном смеру ка Сталаћу и у другом према према Параћину. Железничка станица Ћићевац састоји се из 6 колосека.